# Hearts and Bones
Hearts and Bones är Paul Simons sjätte soloalbum, utgivet i oktober 1983. Albumet är producerat av Paul Simon, Russ Titelman och Roy Halee tillsammans med Lenny Waronker på spår 1, 5 och 10.
Albumet var menat att bli Simon and Garfunkels återföreningsalbum. Efter deras konsert i Central Park, New York den 19 september 1981 turnerade Simon och Art Garfunkel tillsammans både sommaren 1982 och 1983. Ett nytt Simon and Garfunkel-album, betitlat Think Too Much, skulle ges ut hösten 1983. Vad som när det påbörjades var ett Paul Simon-album visade sig dock inte vara så lätt att omvandla till ett Simon and Garfunkel-album. Det mesta var redan inspelat när Garfunkel kom in i projektet och man skulle "bara" lägga till hans röst. Arbetet med albumet drog ut på tiden och det hela slutade i att Simon tog bort Garfunkels röst på de spår han spelat in och gav ut skivan som soloalbumet Hearts and Bones. "Jag ville inte att någon annan skulle måla över det som jag redan målat", sade Simon i en kommentar till tidningen Rolling Stone.
Albumet nådde Billboardlistans 35:a plats. 
På den Englandslistan nådde albumet 17:e plats.

## Låtlista
Samtliga låtar skrivna av Paul Simon. Singelplacering på amerikanska Billboard-listan inom parentes..
1. "Allergies" - 4:37 (#44)
2. "Hearts and Bones" - 5:37
3. "When Numbers Get Serious" - 3:25
4. "Think Too Much (B)" - 2:44
5. "Song About the Moon" - 4:07
6. "Think Too Much (A)" - 3:05
7. "Train in the Distance" - 5:11
8. "Rene and Georgette Magritte With Their Dog After the War" - 3:44
9. "Cars Are Cars" - 3:15
10. "The Late Great Johnny Ace" - 4:45
11. Shelter Of Your Arms (work-in-progress)
12. Train in The Distance (demo)
13. Rene and Georgette Magritte With Their Dog After the War (demo)
14. The Late Great Johnny Ace (demo)

11-14 är bonusspår på den remastrade cd-utgåvan från juli 2004.

## Singlar
- "Allergies" / "Think Too Much"	(US #44)
- "Think Too Much" / "Song About the Moon"